# 阿什頓安德萊恩
阿什頓安德萊恩是英格蘭大曼徹斯特郡的一個集鎮。據2011年人口普查，有人口45,198人。

## 友好城市
- 法國 肖蒙